# Шпиталь Святого Духа (Рим)
41°54′06″ пн. ш. 12°27′46″ сх. д. / 41.90153889° пн. ш. 12.46266667° сх. д.
Шпиталь Святого Духа (Ospedale di Santo Spirito in Saxia) - це історичний госпіталь в Римі, розташований на крутому схилі Янікула, на правому березі річки Тибр. 

### Історія
Він був заснований у 1198 році папою Іннокентієм III для лікування хворих та бідних і є одним з найстаріших госпіталів в Європі.
Шпиталь був збудований у романському стилі і був присвячений Святому Духу. У 1471 році папа Сикст IV розпочав реконструкцію будівлі у стилі ренесансу, а в 1586 році папа Сикст V розширив його і додав кілька будівель, щоб покращити умови для хворих та персоналу госпіталю.

### Діяльність
Протягом століть шпиталь Святого Духа в Римі вважався одним з кращих госпіталів у місті і приваблював багато пацієнтів, включаючи багатьох відомих художників та письменників. Він продовжував функціонувати як госпіталь до середини XX століття, коли більша частина його функцій була перенесена в інші медичні заклади.
Сьогодні будівля шпиталю Святого Духа в Римі є культурним центром та музеєм. У його стінах знаходиться Державна колекція сучасного мистецтва, а також виставки, присвячені історії госпіталю та його впливу на медичну науку в Італії та у світі.
1. ↑  Vasari G. Vies des peintres, sculpteurs et architectes — Paris: 1841. — Vol. 1. — P. 59.